# Pere Felip Monlau
Pere Felip Monlau (Barcelone, 1808 - Madrid, 1871) est un docteur en médecine, hygiéniste et humaniste.

## Biographie
Monlau est un médecin, Considéré comme un représentant de l'humanisme, il est doté d'une formation scientifique. .
Il est titulaire en 1844 de la chaire de philosophie de l'institut San Isidro et à l'école normale de Madrid, avant d'intégrer la chaire de littérature et d'histoire de l'université de Barcelone à partir de 1849. 
Considéré comme humaniste il pensait qu'une grande partie des maux de la société étaient dus aux manques d'éducation. Il écrit de nombreuses œuvres sur des thèmes variés : drames, comédies, des études sur le daguerroptype qu'il découvre à Paris, sur les végétaux. Il devient directeur du journal El vapor'.

## Activité professionnelle
Du point de vue médical, il se consacre à la psychiatrie. Il est membre titulaire de la société médico-psychologique de Paris et en 184- il traduit l'étude de Brierre de Boismont : mémoire pour la création d'un hôpital pour les fous
Peu après il est nommé médecin en phrénologie de l'Hospital de la Santa Creu de Barcelone en octobre 1843 où il fait supprimer les chaines aux fous qu'il considère désormais comme tels.
En 1841 il gagne le concours de la mairie de Barcelone pour établir les avantages de la destructions de la muraille médiévale de la ville dans son œuvre : à bas les murailles.
Dix ans plus tard, en 1853, son mémoire sur la création d'une maison de fous hors des murs de la ville est primé et publié par le bulletin de la société économique Barcelonaise et des amis du Pays. 

## Principales œuvres
- À bas les murailles. Mémoire sur les avantages qu'aurait Barcelone et principalement son industrie à démolir les murailles qui ceinturent la ville. Premier prix et médaille d'or de la ville de Barcelone.